# Zlatko Papec
Zlatko Papec (Zagreb, 17 de janeiro de 1934 - 3 de fevereiro de 2013) foi um futebolista iugoslavo, medalhista olímpico. 

## Carreira
Zlatko Papec fez parte do elenco medalha de prata, nos Jogos Olímpicos de 1956.

## Ligações Externas
- Perfil em Fifa.com